# Kameyama (Mie)
Kameyama (japanisch 亀山市, -shi; wörtlich: Schildkrötenberg) ist eine Stadt in der japanischen Präfektur Mie. Die Stadt ist berühmt für Rōsoku (Kerzen).

## Geschichte
Kameyama ist eine alte Burgstadt, in der zuletzt die Ishikawa mit einem Einkommen von 60.000 Koku residierten. Die Burg Kameyama, die noch auf dem Holzschnitt von Hiroshige zu sehen ist, ist noch in Resten erhalten.
Kameyama sowie die am 11. November 2005 eingemeindeten Orte Seki (関町, -chō) und Sakashita (坂下村, -mura) waren während der Edo-Zeit Poststationen (宿場町 Shukuba-machi) der Tōkaidō.

## Verkehr
- Straße:

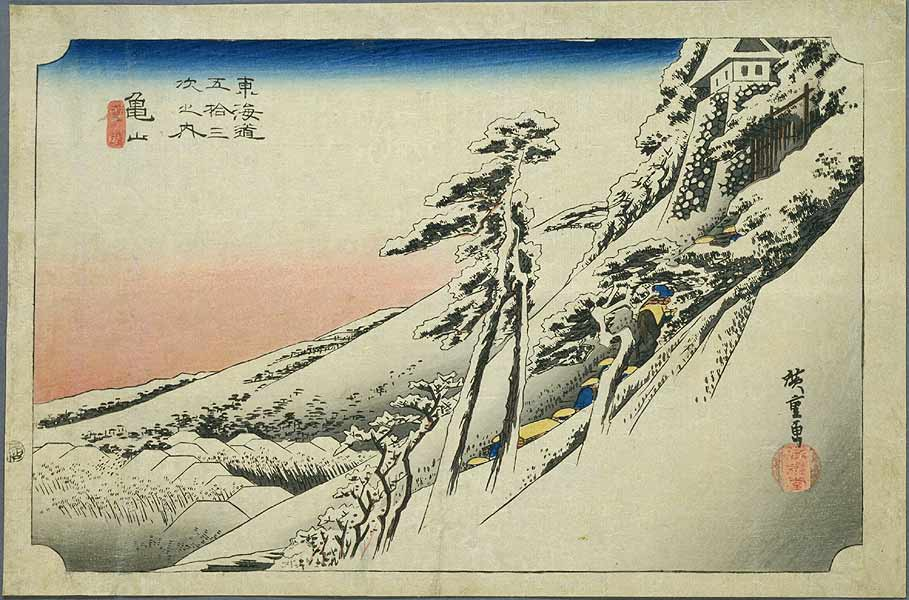
Hiroshige: Kameyama, Farbholzschnitt von Hiroshige in der Serie Die 53 Stationen des Tōkaidō (Hoeidō-Ausgabe), um 1835

  - Nationalstraße 1, Richtung Tokio oder Kyōto
  - Tōkaidō
- Zug:
  - JR Central/JR West Kansai-Hauptlinie
  - JR Kisei-Hauptlinie

## Wirtschaft

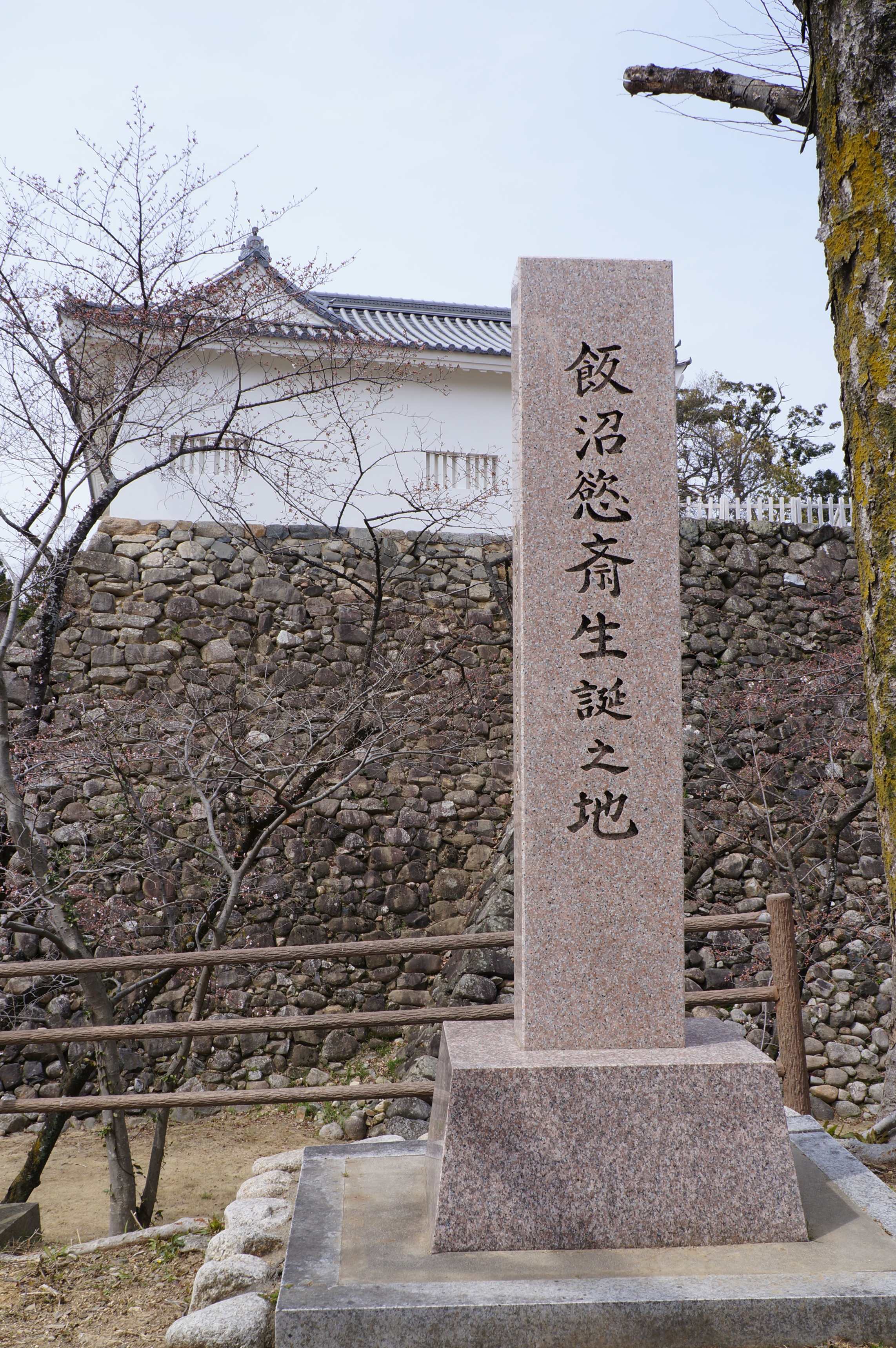
Stele für Iinuma vor der Burg

- Sharp

## Söhne und Töchter der Stadt
- Iinuma Yokusai (1782–1865), Arzt und Naturforscher
- Teinosuke Kinugasa (1896–1982), Filmregisseur
- Hattori Shirō (1908–1995), Linguist
- Nakamura Shinya (* 1926), Bildhauer

## Angrenzende Städte und Gemeinden
- Präfektur Mie
  - Tsu
  - Suzuka
  - Iga
- Präfektur Shiga
  - Kōka

## Städtepartnerschaften
- Gose, Japan, seit 1998
- Habikino, Japan, seit 1998

## Weblinks

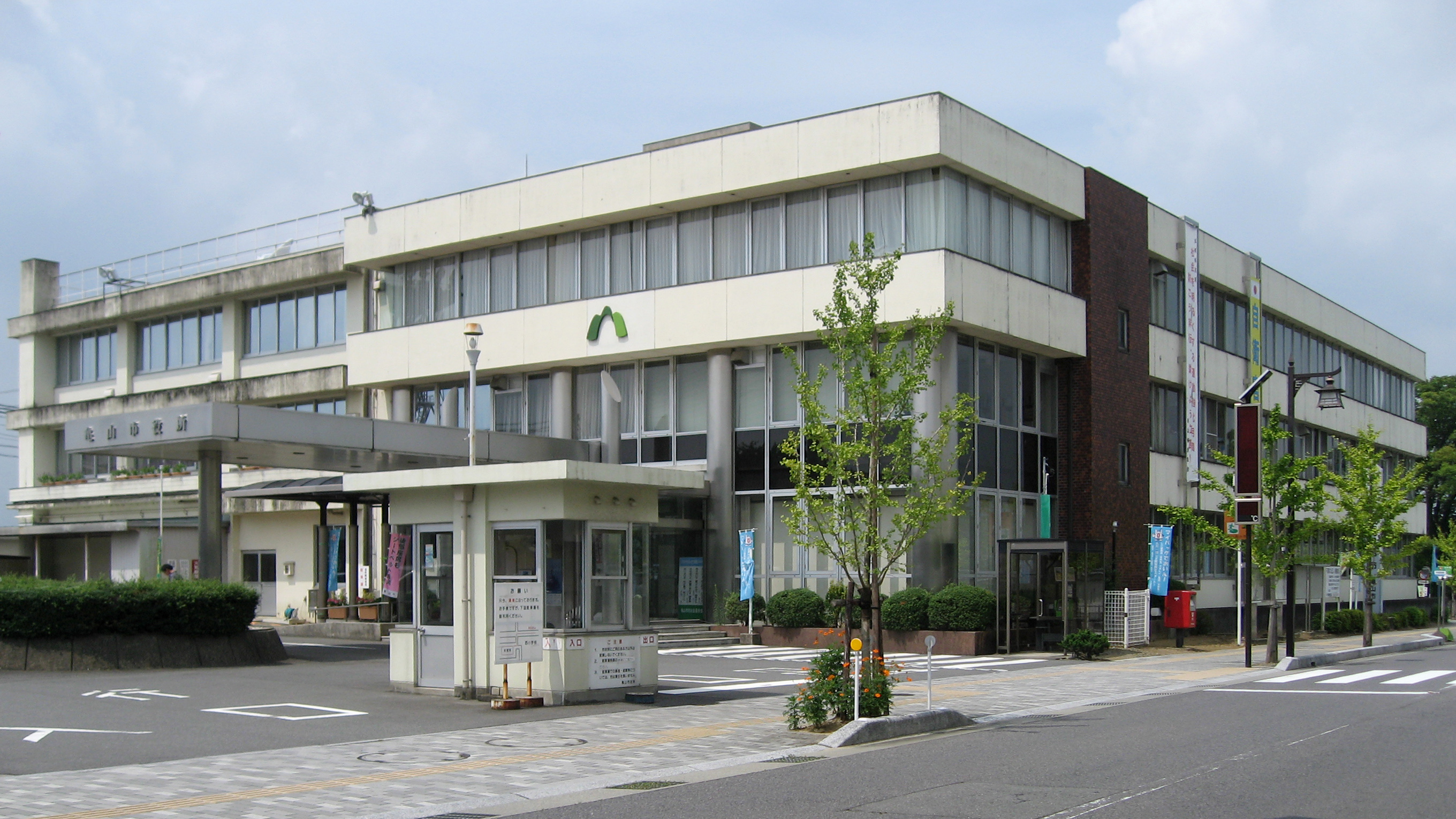
Rathaus von Kameyama

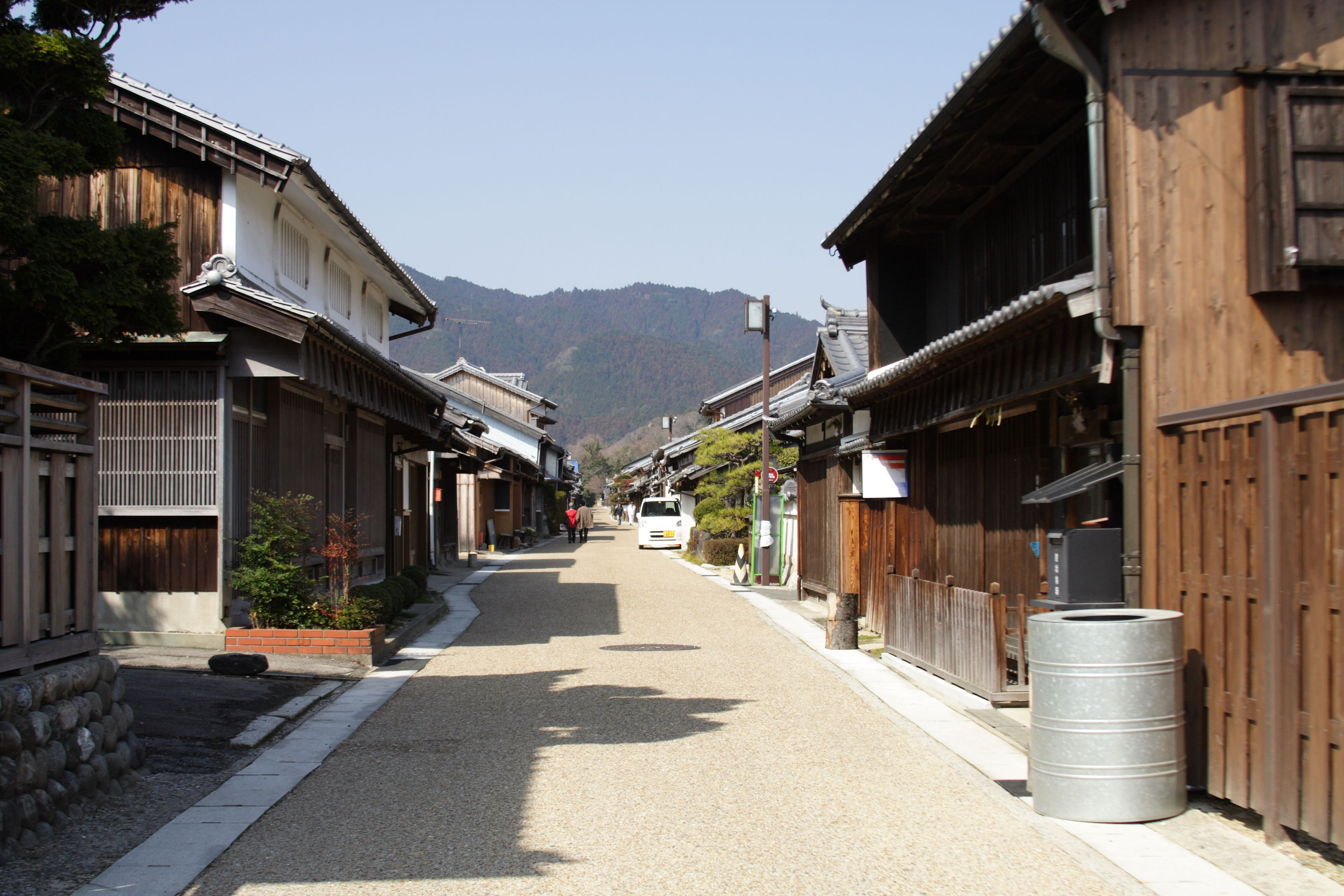
Tōkaidō in Seki

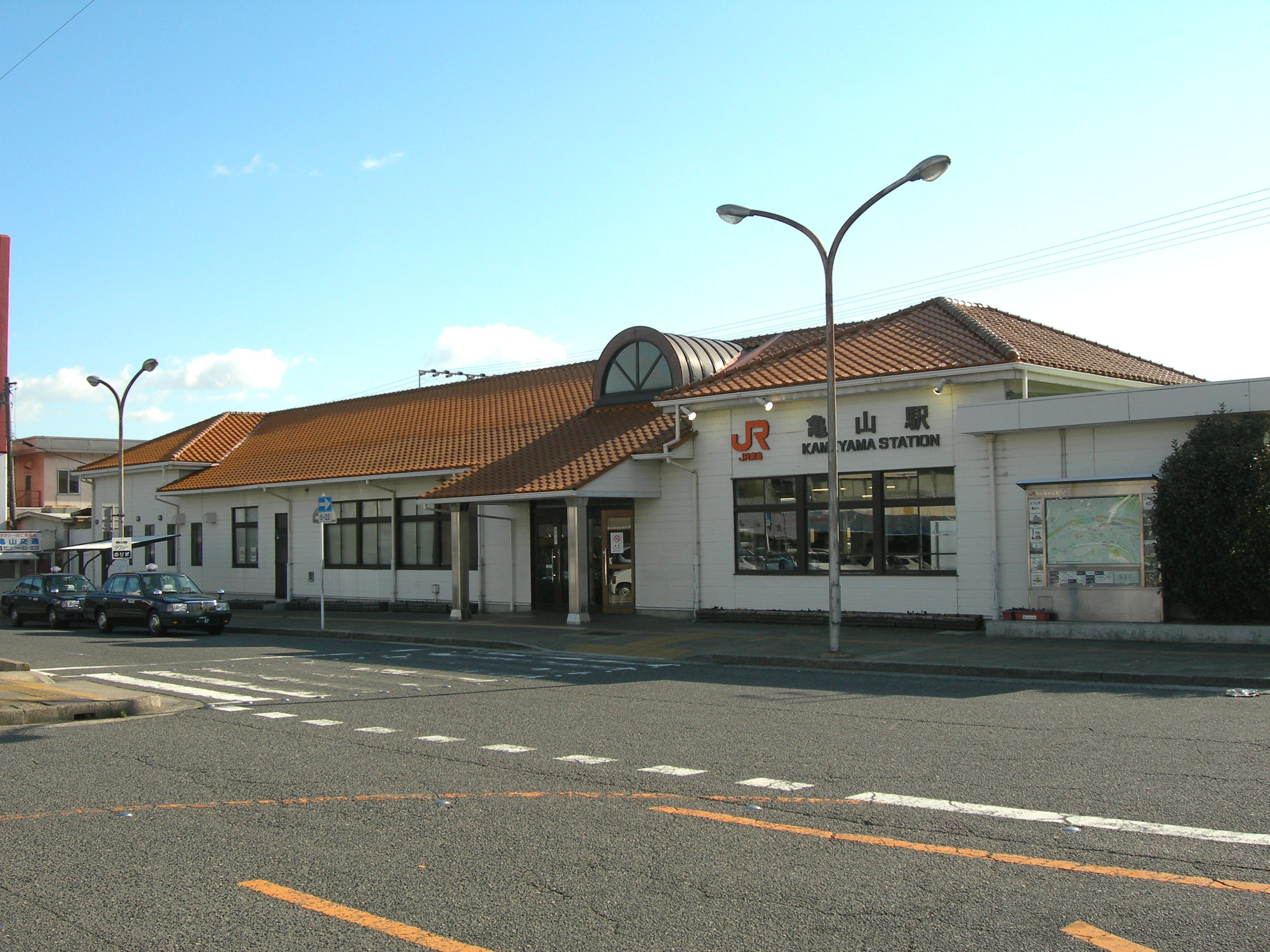
JR Kameyama-station